# ویکتور برناردز
ویکتور برناردز (اسپانیایی: Víctor Bernárdez‎؛ زاده ۲۴ مهٔ ۱۹۸۲) یک بازیکن فوتبال اهل هندوراس است.
وی همچنین در تیم‌های ملی فوتبال هند هندوراس بازی کرده‌است.